# Louis Vivin

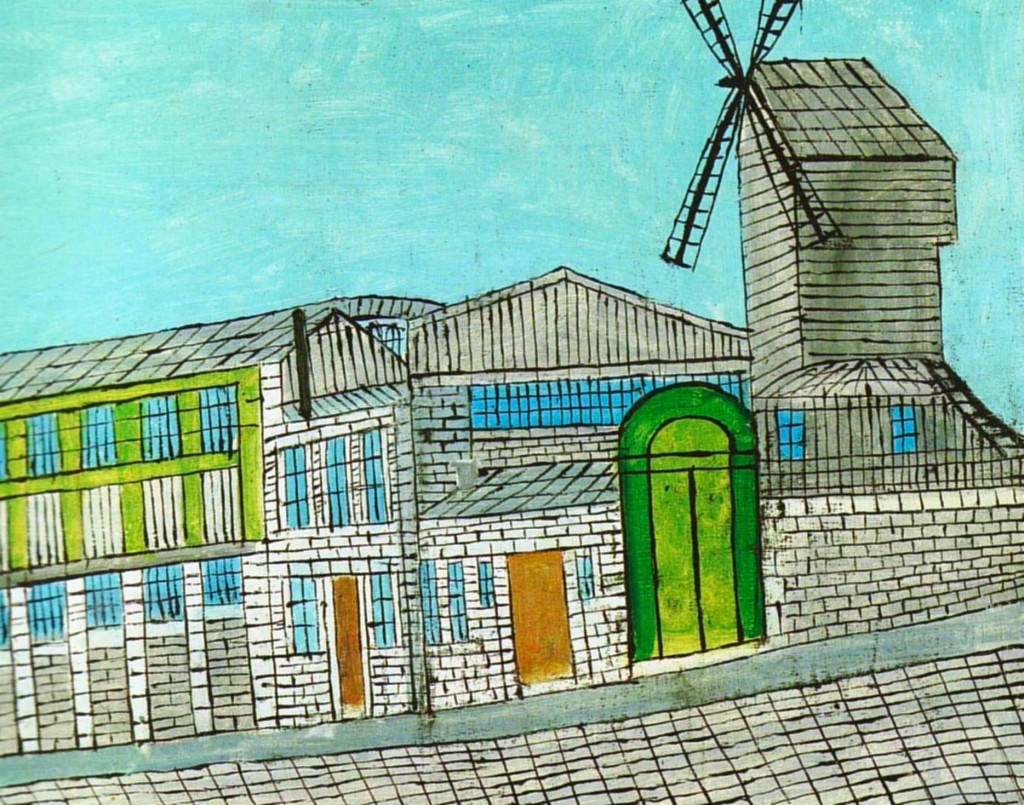
Louis Vivin Le Moulin de la Galette, olio su tela, 1926

Louis Vivin (Hadol, 28 luglio 1861 – Parigi, 28 maggio 1961) è stato un pittore francese.

## Biografia
Vivin è stato un autodidatta, rappresentante dell'arte naïf. Fin dai primi anni di vita mostrò un notevole interesse per l'arte, ed in particolare la pittura, ma indirizzò la sua attività lavorativa in altre direzioni: fino al 1922 lavorò come impiegato postale, fino a raggiungere la posizione di ispettore, ma limitando l'attività artistica al tempo libero. Finché il critico d'arte tedesco Wilhelm Uhde (1874–1947) scoprì il suo talento e un'associazione artistica gli permise di affermarsi come pittore professionista. Andò in pensione nell'anno 1923, quando Louis Vivin poté dedicarsi a tempo pieno all'arte. Nell'anno 1889 si trasferì dalla nativa Hadol a Parigi, dove abitò, assieme alla moglie, nel quartiere di Montparnasse.

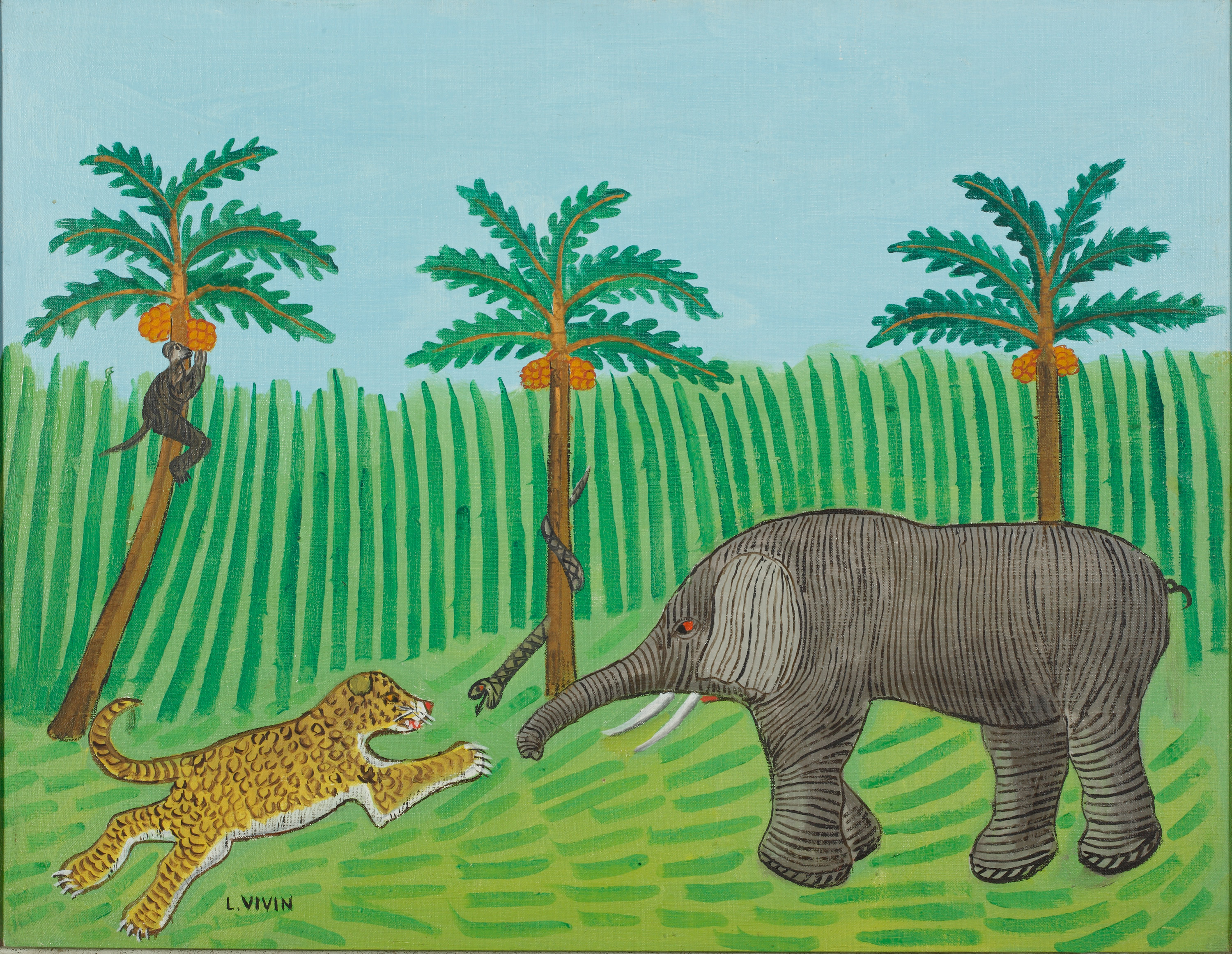
Louis Vivin Jungle

## Opere
Le opere di Vivin rappresentano essenzialmente ambiti urbani della città di Parigi e scene di caccia.. Vivin era contemporaneo di Henri Rousseau, Camille Bombois, André Bauchant e Séraphine Louis, conosciuti col nome collettivo di "pittori del Sacro Cuore" (di Montmartre) e riconosciuti come maestri dell'arte naif francese. Le opere di Vivin hanno spesso una nota triste e lugubre e spesso dipingeva attingendo ricordi dalla propria memoria. Louis Vivin è stato influenzato, in particolare nei dettagli delle sue opere, dai lavori di Jean-Louis-Ernes Meissonier. La prima mostra di Louis Vivin avvenne alla Galerie des Quatre Chemins, organizzata dal critico Uhde nel 1927. Le opere successive perdettero un po' del carattere triste e l'autore si è concentrato più sulla rappresentazione di blocchi di colore e forme